# Roberto Kiesling
Roberto Kiesling (1941 - ) é um  botânico argentino.
Se doutorou em Ciências naturais, na Faculdade de Ciências Naturais e Museu, UNLP, Argentina, defendendendo sua tese El género Trichocereus (Cactaceae) en la República Argentina, em 1976, sendo seu tutor o notável botãnico Dr. Ángel Lulio Cabrera.
Especialista em cactáceas. É pesquisador independente do CONICET Argentina, con sede na  Unidade de Botânica, IADIZA, cidade de Mendoza
É editor da Flora de San Juan.

## Livros publicados
- Kiesling, R., Ferrari, O. 2005. 100 Cactus Argentinos, v.1. p. 128.
- Mauseth, J., Kiesling, R., Ostolaza, C. 2002. Cactus odyssey, Journeys in the wilds of Bolivia, Perú and Argentina., v.1. p. 320.